# Iridopsis divisata
Iridopsis divisata là một loài bướm đêm trong họ Geometridae.